# Kincsem Park
Le Kincsem Park est un hippodrome situé à Budapest, dans le 10e arrondissement. Il est nommé en l'honneur d'un des plus grands chevaux de course hongrois de tous les temps : Kincsem.